# 陸玩
陸玩（278年—342年1月7日），字士瑤，吳郡吳縣（今江蘇省蘇州市）人。東晉重要官員，官至司空，死後追贈太尉，故有稱陸太尉。兄長為晉衛將軍陸曄。

## 生平
陸玩器量寬厚儒雅，成年時已有美好名聲。晉元帝司馬睿移鎮江東，任丞相時，陸玩被任命為丞相參軍。屢次升遷後至奮武將軍，拜侍中。陸玩後以疾病為由辭職。
後來，王敦任命陸玩為其長史，更以軍令威逼，陸玩逼不得已而應命。太寧二年（324年）王敦之亂被平定後，朝廷議論要將包括陸玩在內的王敦的屬官們免官禁錮，以責備他們既不能阻止王敦叛逆，亦繼續在其手下做事。丹楊尹溫嶠上表為陸玩等人申辯，最終晉明帝採納溫嶠的意見，陸玩得免於禁錮。
及後，陸玩再拜侍中，遷吏部尚書，後再轉尚書左僕射，領本州大中正。蘇峻之亂時，蘇峻領軍攻入建康，掌握朝政，不久更強遷成帝到石頭城，而陸玩則與其兄陸曄等留守宮城。咸和四年（329年），陸玩與陸曄成功遊說蘇峻將領匡術以宮城苑城投降給討伐軍，同年蘇峻之亂被平定，陸玩亦以此一功勳獲封興平伯。
咸和六年（331年），陸玩升任尚書令，後又下詔稱許陸玩，加授左光祿大夫、開府儀同三司，並加散騎常侍。咸康五年（339年）七月，丞相王導逝世；同年八月，太尉郗鑒逝世；次年正月，司空庾亮逝世。半年之間，朝中三名重要大臣都死去，於是朝廷以陸玩有德望，升陸玩為侍中、司空。但陸玩自感是東晉人材凋零，才由自己當上司空，於是處處謙讓，例如不任命司空屬下的掾屬，後在晉成帝勸說後才被逼從命。
咸康七年十二月癸酉日（342年1月7日），陸玩病逝，享年六十四歲，諡號康，追贈太尉。

## 性格特徵
- 陸玩輕視南渡的北方士族權貴，例如在元帝南渡之初，王導曾為了與南方士族締結人情而向陸玩請婚，但陸玩則說：「小丘長不出松柏一般的大樹，香草和臭草不能放在一個器物內，我雖然不才，但都因義而不能為這些亂倫常的事開先例。」王導因而收回要求。後來陸玩曾到王導那裏吃奶酪，卻因而得病。後陸玩與王導通信時則寫：「我雖是南方的人，但差點成了北方的鬼。」
- 陸玩雖登三公位，但不因而自滿及驕橫，更見謙讓。拜授司空後，有人前來並索求一杯酒，然後在梁柱之間奠酒，說：「當今缺乏人才，以你作為國家柱石，你別令人家的梁柱傾倒下來呀！」陸玩聽後笑說：「我記著你的告誡。」然後則向賓客嘆息：「以我作為三公，是天下無人。」
- 陸玩有誘納後進之舉，例如陸玩任命司空官屬時，都任用出身低微但有德行的人，當時很多仕官的人都受過他此舉的恩惠。

## 家庭

### 祖父
- 陸瑁，陸遜弟，東吳吏部尚書。

### 父親
- 陸英，晉高平國相。

### 兄弟
- 陸曄，陸玩兄，東晉重要官員，官至衛將軍。

### 子女
- 陸始，嗣子，東晉侍中、尚書。
- 陸納，官至尚書令，加散騎常侍。

## 評價
- 晉書評：陸曄等並以時望國華，效彰歷試，迭居端揆，參掌機衡。然皆率由舊章，得免祗悔。
士光時望、士瑤允當。政既弟兄，任惟台相。
- 賀循稱陸玩「清允平當」。